# Savoyai Lajos Amadé abruzzói herceg
Savoyai Lajos Amadé, teljes olasz nevén Luigi Amedeo Giuseppe Maria Ferdinando Francesco di Savoia-Aosta (Madrid, 1873. január 29. – Jowhar, 1933. március 18.) olasz tengerész, admirális, hegymászó, felfedező. Abruzzó hercege.

## Élete
Savoyai Lajos Amadé (Luigi Amedeo di Savoia-Aosta) herceg 1873. január 29-én született Madridban. Apja a Savoyai-dinasztiából származó I. Amadé spanyol király volt, apai nagyapja pedig II. Viktor Emánuel olasz király. Édesanyja Maria Vittoria dal Pozzo della Cisterna olasz hercegnő (1847–1876) volt, Amadé király első felesége. Két bátyja született:
- Savoyai Emánuel Filibert (1869–1931), Aosta 2. hercege, Olaszország marsallja, aki 1895-ben Orléans-i Heléna Lujza Henrietta hercegnőt vette feleségül.
- Viktor (1870–1946), Torinó grófja, nem nősült meg, gyermekei sem születtek.

Lajos Amadé herceg születése után röviddel apja, Savoyai Amadé király után lemondott a spanyol trónról, és a családdal együtt visszatért hazájába, Olaszországba.
Az 1890-es években körbeutazta a világot. Ekkor kezdett el expedíciókat szervezni több pontra is. Vezetett élete során expedíciót az Északi-sarkra, az Alaszkában fekvő Mount Saint Eliasra és a Pakisztán és Kína között található K2 hegycsúcsra. Az angol származású híres amerikai Afrika-kutató, Henry Morton Stanley utolsó kívánságának megfelelően Lajos Amadé herceg expedíciót szervezett Ugandába, a Ruvenzori hegység területére. Felderítette a Rwenzori-hegység tavait és hegyeit, az egyik az ő nevét viseli. Erről az expedícióról írta később „A Ruvenzuri” című könyvét. 1912-ben a New York-i Felfedezők Klubja kitüntette őt munkájáért.
Miután kitört Európában az első világháború, Lajos Amadé herceg, mint tengerésztiszt, az Olasz Hadiflotta Adriai-tengerre vezényelt egységeinek főparancsnoka lett. E beosztásáról még a háború vége előtt lemondott. Több könyvet is írt utazásairól, felfedezéseiről. 1933. március 18-án halt meg Olasz Szomáliában.

## Könyvei magyarul
- Az "Észak Csillaga" ("Stella Polare") az Északi Sarktengeren, 1899–1900, 1-2.; ford. Darvai Móric; Lampel, Bp., 1904
- A Ruvenzori  keletafrikai nagy tavak hegyóriásának kikutatása és csúcsainak első megmászása; ford. Cholnoky Jenőné; Lampel, Bp., 1922 (A Magyar Földrajzi Társaság Könyvtára)